# Pont Apollo
Pour les articles homonymes, voir Apollo.
Le pont Apollo (en slovaque : Most Apollo) est un pont enjambant le Danube dans la capitale de la Slovaquie, Bratislava.
Il est baptisé du nom de la raffinerie de pétrole Apollo située sur la rive gauche du fleuve dans ce secteur avant la Seconde Guerre mondiale.
Les lignes incurvées, l'inclinaison des deux voûtes et l'absence d'angles droits rendent la forme géométrique du pont très douce.
Lors d'une manœuvre sans précédent, la structure métallique de 5 240 tonnes devant enjamber les 231 m séparant les deux rives, a été tournée en travers du fleuve, à partir de son chantier de construction, sur la rive gauche, vers sa position finale, un pilier de 40 m sur la rive droite.
Le pont a été ouvert au public le 5 septembre 2005.

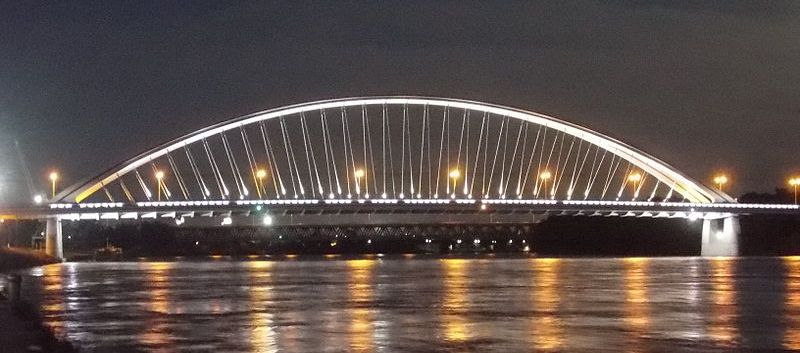
Pont Apollo la nuit

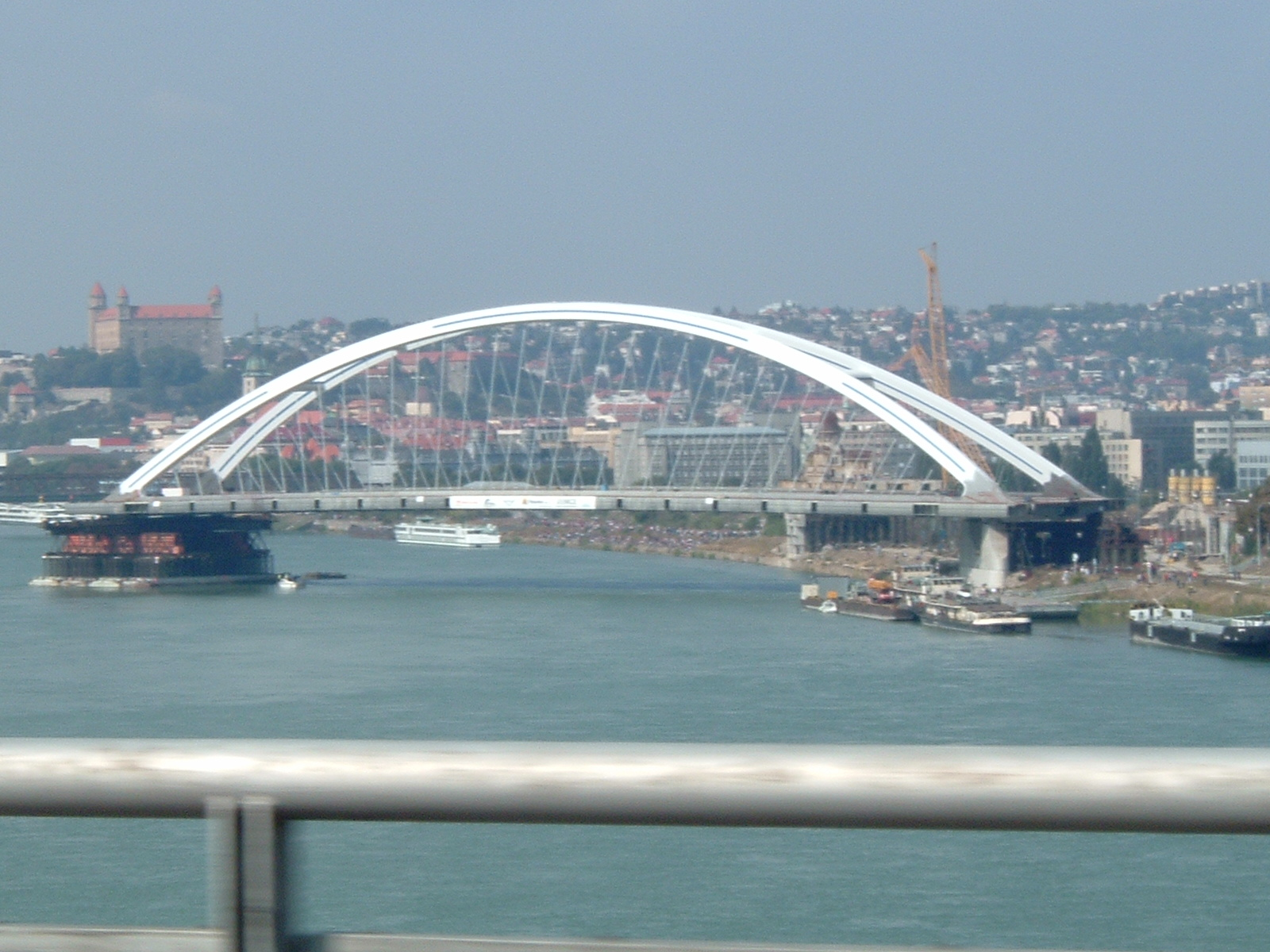
Le déplacement du pont
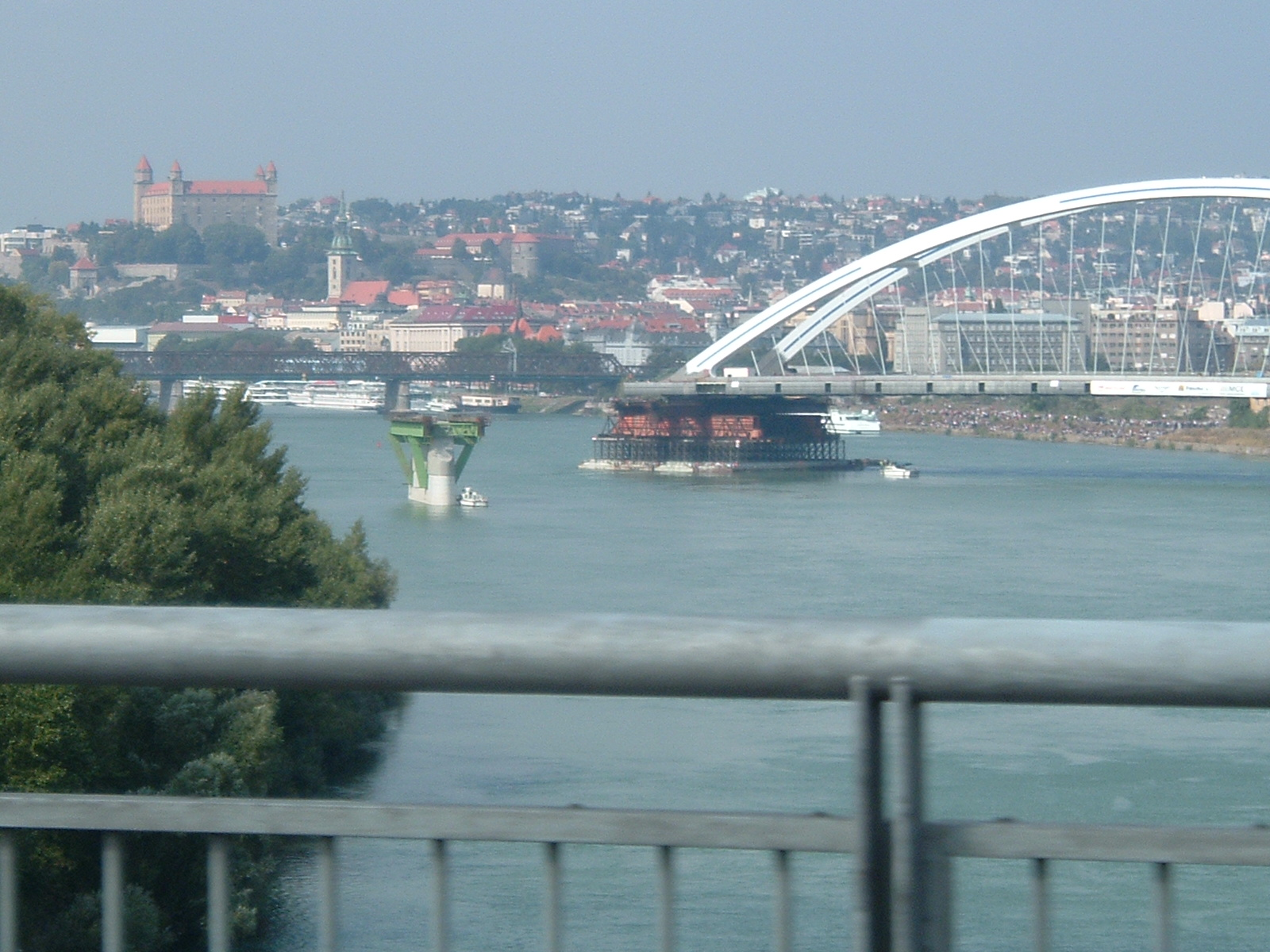
Le déplacement du pont